# Скотт, Джоан Уоллак
Джоан Уоллак Скотт (англ. Joan Wallach Scott, род. 18 декабря 1941) — американский историк Франции, внёсшая значительный вклад в гендерную историю и интеллектуальную историю. Она является почётным профессором Школы социальных наук в Институте перспективных исследований в Принстоне, Нью-Джерси.
Среди её публикаций была статья «Гендер: полезная категория исторического анализа», опубликованная в 1986 году в The American Historical Review. Эта статья, «безусловно, является одной из наиболее читаемых и цитируемых статей в истории журнала», была основой формирования сферы гендерной истории в рамках англо-американской профессии.

## Биография
Джоан Уоллак родилась в Бруклине, Нью-Йорк, в семье Лоти (урождённой Танненбаум) и Сэма Уоллака, преподавателей в средней школе..

## Академическая карьера
До прихода в Институт перспективных исследований, Скотт преподавала на исторических факультетах Иллинойсского университета в Чикаго, Северо-Западного университета, Университета Северной Каролины в Чапел-Хилле и Брауновском университете. В Университете Брауна она была основательницей и директором Центра обучения и исследований женщин Пембрука. Она была профессором университета Нэнси Дюка Льюиса и профессором истории. Скотт писала, что именно в Центре Пембрука она начала «думать о теории и гендере». Она выступала в редакционных изданиях Signs, The Journal of Modern History, а с января 2006 – Журнал новейшей истории. В 2010 году она помогла основать Историю современности: Журнал критической истории.
Скотт также играла главную роль в Американской ассоциации университетских профессоров (AAUP) как глава его Комитета по академической свободе и собственности.
С 1985 года она была профессором Школы социальных наук в Институте перспективных исследований.
Работа Джоан Скотт поставила под сомнение основы традиционной исторической практики, включая природу исторических доказательств и исторического опыта. Опираясь на целый ряд философских идей, а также на переосмыслении собственной подготовки как трудового историка, она способствовала формированию поля критической истории. Написанная более чем двадцать лет назад, её классическая статья «Гендер: полезная категория исторического анализа» продолжает вдохновлять инновационные исследования женщин и гендера. В своей последней работе она занималась вопросами, освещающими проблемы демократической практики. Она подошла к этому вопросу в своих последних книгах: Предлагают только парадоксы: французские феминистки и права человека (1996); Parité: Сексуальное равенство и кризис французского универсализма (2005); Политика завесы (2007). Она расширила свою работу в этой сфере, чтобы изучить связь между секуляризмом и гендерным равенством. Она также подготовила сборник очерков, касающихся использования психоанализа, в том числе фантазии, для исторической интерпретации, Фантазия феминистической истории (2011). Скотт является главным редактором журнала The Journal of Modern History, журнала теоретически-инфортивной історії.
Скотт была награждена почётным дипломом ряда академических учреждений, включаючи Брауновский университет, Гарвардский университет и Бергенский университет (Норвегия). В мае 2009 года она получила статус почётного доктора Висконсинского университета в Мадисоне, где получила кандидатскую степень. Несколько книг Скотт выиграли призы от Американской исторической ассоциации, которая также присудила ей премию Нэнси Лиман Роэлкер за наставничество в 1995 году. В июне 2012 года Скотт получила звание почётного доктора Принстонского университета.
Скотт также играла главную роль в Американской ассоциации университетских профессоров (AAUP) как глава его Комитета по академической свободе и собственности

## Исследования и идеи
Работа Скотт поставила под сомнение основы традиционной исторической практики, включая природу исторических доказательств и исторического опыта, а также роль нарратива в написании истории. Опираясь на целый ряд философских идей, а также на переосмысление собственного обучения как трудового историка, она способствовала трансформации области интеллектуальной истории.Ее текущая работа сосредотачивается на расходящихся отношениях между спецификой гендера и универсалистской силы демократической политики.
Работа Скотт в основном касается современной французской истории и истории гендера.
Отражая свой интерес к европейской истории рабочего класса, в 1980 году Скотт вместе с британским историком Эриком Хобсбаумом написала статью Политические сапожники в Прошлое и настоящее.
В своей статье 1986 года «Гендер: полезная категория исторического анализа», Скотт утверждала, что изучение гендера не только проясняет историю женщин, но и всю историю.
Следуя своему собственному совету, Скотт попыталась написать такие «гендерированные» истории в своих книгах Гендер и политика истории и Предлагают только парадоксы: французские феминистки и права человека (Hughes-Warrington (2000), p. 280.). В своей книге 1988 года Гендер и политика истории Скотт расширила темы, которые она представила в книге Гендер: полезная категория исторического анализа, чтобы возразить, что гендер является «знанием сексуальных различий». Ссылаясь на Фуко, она приняла своё определение «знания» как «понимания, выработанного культурами и сообществами человеческих отношений»
В дополнение к своей статье Гендер: полезная категория исторического анализа, Скотт опубликовала несколько книг, которые широко переизданы и переведены на несколько языков, включая французский, японский, португальский и корейский. Её публикации включают Работники стеклопластика Карму: французские мастера и политические действия в городе девятнадцатого века (Harvard University Press, 1974); Женщины, работа и семья (вместе с Луизой Тилли) (Holt, Rinehart and Winston, 1978); Only Paradoxes to Offer: French Feminists and the Rights of Man (Harvard University Press, 1996)”; Parité: Сексуальное равенство и кризис французского универсализма (University of Chicago Press, 2005), и The Politics of the Veil (Princeton University Press, 2007).
В общем объектом её работы является вопрос различия в истории: его использования, провозглашения, реализации, обоснования и преобразования в построении общественно-политической жизни. Последние книги Скотт сосредоточены на расходящихся отношениях между спецификой гендера и универсалистской силой демократической политики. К ним относятся Гендер и политика истории (1988), Предлагают только парадоксы: французские феминистки и права человека (1996), Parité: Сексуальное равенство и кризис французского универсализма (2005), Политика завесы (2007) Фантазия феминистической истории (2011), Секс и секуляризм (2017), Знание, власть и академическая свобода (2018).

## Награды и отличия
Джоан Скотт получила многочисленные награды и почетные степени за свою работу, включая премию Герберта Бакстера Адамса Американской исторической ассоциации, премию им. АНА для выпускников-наставников. Она в том числе имеет почётные степени от Университета Брауна, SUNY Stony Brook, Университета Бергена (Норвегия), Гарвардского университета, Принстонского университета, Университета Конкордии Эдинбургского университета .
Почётные степени: Эдинбургский университет (2018); Университет Конкордия (Монреаль) 2016; Университет Квебека, Монреаль (2012); Университет Висконсина (2009); Колледж Джона Джея (CUNY) 2005; Университет Брауна (1992); SUNY Stony Brook (1989).
Членство: Американская академия искусств и наук; Американская ассоциация университетских профессоров; Американская историческая ассоциация.

## Студенты
Джоан Скотт имела значительное влияние в Академии. Она играла влиятельную роль в создании карьеры ряда выдающихся учёных, которые получили престижную премию Нэнси Лиман Роэлкер в 1995 году. Среди студентов, закончивших диссертации под руководством Скотт, — Леора Осландер из Чикагского университета, Мэри Луиз Робертс из Висконсинского университета в Мадисоне, и Дагмар Херцог из Городского университета Нью-Йорка. Пембрукский центр преподавания и исследования проблем женщин при Университете Брауна ежегодно присуждает премию Джоан Уоллак Скотт за выдающиеся диссертации в области гендерных исследований и исследований сексуальности

## Семья
Раньше пребывала в браке с Дональдом Скоттом, профессором американской истории в CUNY. Является матерью Энтони Скотта, кинокритика «The New York Times», и художницы Лиззи Скотт. Она является племянницей актёра Илая Уоллака (её отец был братом Илая).

### Книги
- The Glassworkers of Carmaux: French Craftsmen and Political Action in a Nineteenth Century City. Cambridge, MA: Harvard University Press, 1974; French translation, Flammarion, 1982.
- Women, Work and Family (coauthored with Louise Tilly). New York: Holt, Rinehart and Winston, 1978; Routledge, 1987; Italian translation, 1981; French translation, 1987; Korean translation, 2008.
- Gender and the Politics of History. New York: Columbia University Press, 1988; Revised edition, 1999. Japanese translation, Heibonsha 1992; Spanish translation, Fondo de Cultura Economica, 2008.
- Only Paradoxes to Offer: French Feminists and the Rights of Man. Harvard University Press, 1996; French translation: Albin Michel, 1998; Portuguese translation: Editora Mulheres 2002; Korean translation, Sang Sanchi 2006.
- Parité: Sexual Equality and the Crisis of French Universalism. Chicago: University of Chicago Press, 2005. French translation: Albin Michel, 2005. Korean translation: Ingansarang, 2009.
- The Politics of the Veil. Princeton University Press, 2007. Bulgarian translation 2008; Arabic translation, Toubkal, 2009; Turkish translation, Tabur, 2012; French translation, Éd. Amsterdam, 2017.
- Théorie Critique de l'Histoire: Identités, expériences, politiques. Fayard, 2009.
- The Fantasy of Feminist History. Durham, Duke University Press, 2011.
- De l'Utilité du genre. Fayard, 2012.
- Sex and Secularism, Princeton University Press, 2017

### Книги под её редакцией
- Scott, Joan W. Learning about women: gender, politics and power / Joan W. Scott, Jill Conway, Susan C. Bourque. — Ann Arbor : University of Michigan Press, 1989. — ISBN 9780472063987.
- Scott, Joan W. Feminists theorize the political / Joan W. Scott, Judith Butler. — New York : Routledge, 1992. — ISBN 9780415902731.
- Scott, Joan W. (editor). Love and politics in wartime: letters to my wife, 1943-45 / Joan W. (editor) Scott, Benedict S. (author) Alper. — Urbana : University of Illinois Press, 1992. — ISBN 9780252018770.
- Scott, Joan W. The mythmaking frame of mind: social imagination and American culture / Joan W. Scott, James Gilbert, Amy Gilman … [и др.]. — Belmont, California : Wadsworth Publishing Co., 1993. — ISBN 9780534190385.
- Scott, Joan W. Feminism and history. — Oxford New York : Oxford University Press, 1996. — ISBN 9780198751694.
- Scott, Joan W. Transitions, environments, translations: feminisms in international politics / Joan W. Scott, Cora Kaplan, Debra Keates. — New York : Routledge, 1997. — ISBN 9780415915410.
- Scott, Joan W. Western societies: a documentary history / Joan W. Scott, Brian Tierney. — 2nd. — Boston : McGraw-Hill, 2000. — ISBN 9780070648449.
- Scott, Joan W. Schools of thought: twenty-five years of interpretive social science / Joan W. Scott, Debra Keates. — Princeton : Princeton University Press, 2001. — ISBN 9780691088426.
- Scott, Joan W. Going public: feminism and the shifting boundaries of the private sphere / Joan W. Scott, Debra Keates. — Urbana : University of Illinois Press, 2004. — ISBN 9780252072093.
- Scott, Joan W. Women's studies on the edge. — Durham : Duke University Press, 2008. — ISBN 9780822342748.
- Scott, Joan W. Les défis de la République: genre, territoires, citoyenneté / Joan W. Scott, Bruno Perreau. — Paris : Presses de Sciences Po, 2017. — ISBN 9782724619959.

### Разделы в книгах
- Scott, Joan W. (2005), French universalism in the nineties, in Friedman, Marilyn (ed.), Women and citizenship, Studies in Feminist Philosophy, Oxford New York: Oxford University Press, pp. 35–51, ISBN 9780195175356.
- Scott, Joan W. with Wendy Brown (2014), Power, Critical Terms for the Study of Gender, Chicago: The University of Chicago Press.

### Статьи
- "The Glassworkers of Carmaux", in S. Thernstrom and R. Sennett (eds), Nineteenth Century Cities: Essays in the New Urban History (Yale University Press, 1969), pp. 3–48.
- "Les Verriers de Carmaux, 1865-1900," Le Mouvement Social 76 (1971), pp. 67–93.
- "Women's Work and the Family in 19th Century Europe" (coauthored with Louise Tilly), in C. Rosenberg (ed.), The Family in History (University of Pennsylvania Press, 1975), pp. 145–178.
- "Labor History in the United States since the 1960's," Le Mouvement Social, No. 100 (July 1977), pp. 121–131.
- Recent U.S. Scholarship on the History of Women (coauthored with B. Sicherman, W. Monter, K. Sklar). American Historical Association, 1980.
- "Social History and the History of Socialism: French Socialist Municipalities in the 1890's," Le Mouvement Social 111 (Spring 1980), pp. 145–153.
- "Political Shoemakers" (coauthored with Eric Hobsbawm), Past and Present 89 (November 1980), pp. 86–114.
- "Dix Ans de l'histoire des femmes aux états-unis," Le Débat 19 (1981), pp. 127–132 (translated into Spanish for publication in Débat, 1984).
- "Politics and the Profession: Women Historians in the 1980's," Women's Studies Quarterly 9:3 (Fall 1981).
- "Mayors versus Police Chiefs: Socialist Municipalities Confront the French State," in John Merriman, ed., French Cities in the Nineteenth Century (London: Hutchinson, 1982), pp. 230–45.
- "Popular Theater and Socialism in Late Nineteenth Century France," in Seymour Drescher, David Sabean, and Allen Sharlin (eds)., Political Symbolism in Modern Europe: Essays in Honor of George L. Mosse (New Brunswick: Transaction Books 1982), pp. 197–215.
- "The Mechanization of Women's Work," Scientific American 247:3 (September 1982), pp. 166–87.
- "Women's History: The Modern Period," Past and Present 101 (November 1983), pp. 141–57.
- "Men and Women in the Parisian Garment Trades: Discussions of Family and Work in the 1830's and 40's," R. Floud, G. Crossick and P. Thane (eds), The Power of the Past: Essays in Honor of Eric Hobsbawm (Cambridge University Press, 1984), pp. 67–94.
- "Statistical Representations of Work: The Chamber of Commerce's Statistique de l'Industrie à Paris, 1847-48," in Stephen Kaplan, ed., Work in France: Representations, Meaning, Organization, and Practice (Cornell University Press, 1986), pp. 335–363.
- "Women's History as Women's Education: Representations of Sexuality and Women's Colleges in America," (Smith College, Northampton, Mass., 1986).
- "Gender: A Useful Category of Historical Analysis," American Historical Review 91, no. 5 (December 1986), pp. 1053–75 (French, Italian, Spanish, Portuguese, Bulgarian, Estonian, and Polish translations).
- "On Language, Gender, and Working Class History," International Labor and Working Class History 31 (Spring 1987), pp. 1–13 and "Reply to Critics of This Piece," 32 (Fall 1987), pp. 39–45 (Spanish and Swedish translations).
- "'L'Ouvrière! Mot Impie, Sordide...' Women Workers in the Discourse of French Political Economy (1840-1860)," in Patrick Joyce, ed., The Historical Meanings of Work. (Cambridge University Press, 1987), pp. 119–42. French translation in Actes de la Recherche en Sciences Sociales 83 (June 1990), pp. 2–15.
- "Rewriting History," in Margaret Higonnet et al. (eds), Behind the Lines: Gender and the Two World Wars (Yale University Press, 1987), pp. 19–30.
- "History and Difference," Daedalus (Fall 1987), pp. 93–118. "Deconstructing Equality-versus-Difference:  Or, the Uses of Poststructuralist Theory for Feminism," Feminist Studies (Spring 1988), pp. 33–50.
- "The Problem of Invisibility," in S. Jay Kleinberg, ed., Retrieving Women's History: Changing Perceptions of the Role of Women in Politics and Society (London and Paris: Berg/Unesco 1988), pp. 5–29.
- "History in Crisis? The Others' Side of the Story," American Historical Review 94 (June 1989), pp. 680–692.
- "Interview with Joan Scott," Radical History Review 45 (1989), pp. 41–59.
- "French Feminists and the Rights of 'Man': Olympe de Gouges' Declarations," History Workshop No. 28 (Autumn 1989), pp. 1–21.
- "A Woman Who Has Only Paradoxes to Offer: Olympe de Gouges Claims Rights for Women," in Sara E. Melzer and Leslie W. Rabine (eds), Rebel Daughters: Women and the French Revolution (New York: Oxford University Press, 1992), pp. 102–20.
- "Women's History," in Peter Burke (ed.), New Perspectives on Historical Writing, (London: Polity Press, 1991), pp. 42–66.
- "Rethinking the History of Women's Work," chapter for Vol. IV of Storia della Donne, edited by Michelle Perrot and Georges Duby (Rome, Laterza, 1990; Paris, Plon, 1991; Cambridge, MA, Harvard University Press, 1993), pp. 773–797.
- "The Evidence of Experience," Critical Inquiry (Summer 1991); reprinted in various collections of essays, and in Questions of Evidence: Proof, Practice, and Persuasion across the Disciplines, edited by James Chandler, Arnold I. Davidson, and Harry Harootunian (Chicago: University of Chicago Press, 1994), pp. 363–387. Spanish translation 2001.
- "Liberal Historians: A Unitary Vision," Chronicle of Higher Education, September 11, 1991, pp. B1-2.
- "The Campaign Against Political Correctness: What's Really at Stake?" Change (November/December 1991), pp. 30–43; reprinted in Radical History Review (1992), pp. 59–79; also in various collections of essays.
- "Multiculturalism and the Politics of Identity," October 61 (Summer 1992), pp. 12–19; reprinted in John Rajchman (ed.), The Identity in Question (New York: Routledge, 1995), pp. 3–12.
- "The New University: Beyond Political Correctness," Boston Review (March/April 1992), pp. 29–31.
- "The Rhetoric of Crisis in Higher Education," in Higher Education Under Fire: Politics, Economics, and the Crisis of the Humanities, edited by Michael Bérubé and Cary Nelson (Routledge, 1995), pp. 293–334.
- "Academic Freedom as an Ethical Practice," in Louis Menand (ed.), The Future of Academic Freedom (University of Chicago Press, 1996), pp. 163–180.
- "Forum: Raymond Martin, Joan W. Scott, and Cushing Strout on 'Telling the Truth About History,'" History and Theory, vol. 34 (1995), pp. 329–334.
- "Vive la différence!" Le Débat, November–December 1995, pp. 134–139. "After History?", Common Knowledge, vol. 5, no. 3 (Winter 1996), pp. 9–26.
- "'La Querelle des Femmes' in Late Twentieth Century France," New Left Review November/December 1997, pp. 3–19 (French translation: Parité-infos, #19, Sept. 1997).
- "Border Patrol," contribution to "Forum" A Crisis in History? On Gérard Noiriel's Sur la Crise de l'Histoire," French Historical Studies 21:3 (Summer 1998), pp. 383-397.
- "Some Reflections on Gender and Politics," in Myra Marx Ferree, Judith Lorber, and Beth B. Hess (eds), Revisioning Gender (Sage Publications, 1999), pp. 70–96.
- "Entretien avec Joan Scott," Mouvements: Sociétés, politique, culture no. 2 (Jan- Fev 1999), pp. 101–112.
- "La Traduction Infidèle," Vacarme, No. 19 (1999).
- "Feminist Family Politics," French Politics, Culture and Society 17:3-4 (Summer/Fall 1999), pp. 20–30.
- "The 'Class' We Have Lost," International Labor & Working-Class History, no. 57 (Spring 2000), pp. 69–75.
- "Fantasy Echo: History and the Construction of Identity," Critical Inquiry 27 (Winter 2001), pp. 284–304 (German translation: "Phantasie und Erfahrung," Feministische Studien Vol. 2, 2001).
- "Les 'guerres académiques' aux Etats-Unis," in L'Université en questions: marché des saviors, nouvelle agora, tour d'ivoire?, edited by Julie Allard, Guy Haarscher, and Maria Puig de la Bellacasa (Brussels: Editions Labor, 2001).
- "Faculty Governance," Academe July–August 2002, pp. 41–48.
- "French Universalism in the 90's," differences 15.2 (2004), pp. 32–53.
- "Feminism's History," Journal of Women's History 16.1 (2005), pp. 10–29.
- "Symptomatic Politics: The Banning of Islamic Head Scarves in French Public Schools," French Politics, Culture and Society 23:3 (Fall 2005), pp. 106–27.
- "Against Eclecticism," differences 16.3 (Fall 2005), pp. 114–37. "History-writing as Critique", Keith Jenkins et al. (eds), Manifestos for History (London: Routledge, 2007), 19-38.
- "Back to the Future," History and Theory 47:2 (2008), pp. 279–84.
- "Unanswered Questions," contribution to AHR Forum, "Revisiting 'Gender: A Useful Category of Historical Analysis'," American Historical Review 113:5 (Dec. 2008), pp. 1422–30.
- "Finding Critical History," in James Banner and John Gillis (eds), Becoming Historians (Chicago: University of Chicago Press, 2009), pp. 26–53.
- "Knowledge, Power, and Academic Freedom," Social Research (Summer 2009).
- "Gender: Still a Useful Category of Analysis?" Diogenes, vol. 57, no. 225 (2010).
- "Storytelling," History and Theory (Spring 2011).

На русском языке
- Скотт Дж. Гендер: полезная категория исторического анализа // Введение в гендерные исследования Ч. II: Хрестоматия / пер. с англ. С. Драпико. — Харьков—СПб.: ХЦГИ—Алетейя, 2001. — С. 405—436. — ISBN 5-89329-422-Х.
- Скотт Дж. Некоторые размышления по поводу гендера и политики // Введение в гендерные исследования Ч. II: Хрестоматия / пер. с англ. Е. Кременсковой. — Харьков—СПб.: ХЦГИ—Алетейя, 2001. — С. 946—962. — ISBN 5-89329-422-Х.